# Герб Верхоянского района
Герб муниципального образования «Верхоя́нский район (улус)» Республики Саха (Якутия) Российской Федерации.
Герб утверждён постановлением Муниципального Совета муниципального образования «Верхоянский улус» № 11 от 24 ноября 2004 года.
Герб внесён в Государственный геральдический регистр Российской Федерации под регистрационным номером № 1718.

## Описание герба
«В лазоревом поле изогнутые подобно полумесяцу серебряные бычьи рога, вырастающие из горы в цвет поля, с серебряной (заснеженной) вершиной. Между рогами — золотой трёхногий чорон. По сторонам от горы — две меньшие серебряные горы. Во главе семь серебряных дугообразно расположенных якутских алмазов (фигуры в виде поставленных на угол квадратов, каждый из которых расторгнут на шесть частей: накрест и наподобие двух сходящихся по сторонам стропил)».

## Описание символики герба
Верхоянский улус известен на весь мир как Полюс холода. 15 января 1885 года в г. Верхоянске была отмечена самая низкая температура в Северном полушарии Земли — минус 67,8 °С. Согласно якутской народной мифологии крепкие морозы и туман происходят от дыхания могучего мифического Быка Зимы («Тымныы о5уhа»). Белый Бык Зимы с голубыми пятнами имеет громадные рога, морозное дыхание. С потеплением в середине февраля у него отпадает один рог, в марте отламывается и второй рог. Затем и голова слетает прочь, и тогда с грохотом разваливается вся его туша. После этого наступает весна. Изображение горных вершин связано с тем, что край издревле известен в Якутии как «горное Верхоянье» («Таастаах Дьааны»), так как значительная часть территории занята протяжённой цепью гор Верхоянского хребта. Изображение якутского национального сосуда для кумысопия — чорона связано с исконным проживанием на территории улуса преимущественно якутского населения. Изображение ножек чорона в виде конских ног указывает на то, что здесь развито коневодство, производится кобылий кумыс. На всю республику славится особая порода лошадей — Янская лошадь, выносливая, приспособленная к трескучим морозам, неприхотливая, добывающая сама себе корм из-под снега. Чорон также является символом изобилия, богатства, в данном случае обозначает изобилие и богатство недр Верхоянья.
Алмазы в особой стилизации, аналогичной их стилизации в Государственном гербе Республики Саха (Якутия), обозначают административно-территориальную принадлежность муниципального образования к Республике Саха (Якутия).
Автор герба и компьютерный дизайн: Матвеев Артур Матвеевич (г. Якутск).